# Jens Martin Knudsen (Physiker)
Jens Martin Knudsen (* 12. Oktober 1930 in Haurum nahe Aarhus; † 17. Februar 2005) war ein international angesehener dänischer Astrophysiker, Mars-Forscher und Autor oder Mitautor von mehr als 100 wissenschaftlichen Aufsätzen.

## Veröffentlichungen
Mars og Marsmanden. Aschehoug, 2003, ISBN 8711220228 (dänisch)